# 永乐乡 (古县)
永乐乡，是中华人民共和国山西省临汾市古县下辖的一个乡镇级行政单位。2021年5月，撤消石壁乡、永乐乡，合并设立三合镇。

## 行政区划
永乐乡下辖以下地区：
朱家窑村、曲庄村、永乐村、红木垣村、茨林村、范寨村、金家洼村、草峪村、松树坡村、大井沟村、毛儿庄村和尧峪村。